# Counozouls
Counozouls é uma comuna francesa na região administrativa de Occitânia, no departamento de Aude. Estende-se por uma área de 27,8 km². Em 2010 a comuna tinha 49 habitantes (densidade: 1,8 hab./km²).